# Malý Bor (Strunkovice nad Blanicí)
Malý Bor je malá vesnice, část městyse Strunkovice nad Blanicí v okrese Prachatice v Jihočeském kraji. Nachází se asi čtyři kilometry východně od Strunkovic nad Blanicí. Je zde evidováno 13 adres. V roce 2011 zde trvale žilo 27 obyvatel.
Malý Bor leží v katastrálním území Velký Bor u Strunkovic o výměře 5,9 km².

## Historie
První písemná zmínka o vesnici pochází z roku 1790.

## Obyvatelstvo
| Rok            | 1869 | 1880 | 1890 | 1900 | 1910 | 1921 | 1930 | 1950 | 1961 | 1970 | 1980 | 1991 | 2001 | 2011 | 2021 |
| -------------- | ---- | ---- | ---- | ---- | ---- | ---- | ---- | ---- | ---- | ---- | ---- | ---- | ---- | ---- | ---- |
| Počet obyvatel | 129  | 92   | 79   | 78   | 84   | 85   | 79   | 42   | 34   | 42   | 44   | 32   | 31   | 27   | 24   |
| Počet domů     | 17   | 17   | 18   | 14   | 15   | 15   | 15   | 13   | 13   | 14   | 11   | 13   | 11   | 11   | 12   |

## Obecní správa
Při sčítání lidu v letech 1850–1879 Malý Bor byl osadou obce Bor v okrese Prachatice. V letech 1880–1976 byl osadou obce Velký Bor, se kterým patřil nejprve do okresu Prachatice, ale v roce 1950 v okrese Vodňany a od roku 1960 opět v okrese Prachatice. Od 30. dubna 1976 je částí městyse Strunkovice nad Blanicí v okrese Prachatice.